# Shineray
Brilliance Shineray Chongqing Automobile Co., Ltd. (Shenyang Brilliance Jinbei Automobile Co., Ltd. Chongqing Branch) est une multinationale chinoise spécialisée dans la fabrication automobile. Il est le résultat d'une coentreprise entre le groupe Brilliance Auto et Chongqing Eastern Shineray Holdings Co., qui est également le siège de production de Brilliance Auto dans le sud de la Chine,.
L'entreprise dispose d'une chaîne industrielle complète couvrant la conception, la R&D, la fabrication, la vente et les services. Elle comprend deux familles de produits : SWM, une marque de voitures particulières qui couvre les VU, les monospaces et les véhicules à énergie nouvelle, et Brilliance Jinbei, une marque de VU qui couvre les VU, les monospaces, les camionnettes et les mini-camions. La société dispose de centres de conception et de centres de R&D à Milan, en Italie et Chongqing, en Chine, une base de production de 300 000 voitures particulières et 300 000 moteurs à Fuling, Chongqing et une base de production de 200 000 véhicules utilitaires à Jiulongpo, Chongqing. Actuellement, son réseau de vente et de service couvre plus de 1 000 comtés et villes en Chine, et ses produits sont vendus dans plus de 40 pays, tels que l'Italie, le Brésil et l'Argentine.

## Histoire
SRM Shineray est la marque NEV de Shineray Group qui coopère avec Brilliance Automotive. Brilliance Automotive vend des véhicules utilitaires légers sous la marque Jinbei qui partage la plateforme des véhicules utilitaires légers électriques SRM Shineray. Avant Brilliance, SRM avait une relation de travail avec FAW, qui a pris fin.
À partir d'octobre 2020, le DST Shenzhou No.5 (DST神州5号) de Hangtianshenzhou Automobiles (航天神州汽车) basé sur le SRM Shineray Haoyun No.1 a été révélé, le modèle étant un rebadge bien que portant toujours le logo SRM Shineray.

## SRM Shineray
SRM Shineray est la marque NEV du groupe Shineray qui coopère avec Brilliance Automotive. Brilliance Automotive vend des véhicules utilitaires légers sous la marque Jinbei qui partage la plateforme des véhicules utilitaires légers électriques SRM Shineray. Avant Brilliance, SRM entretenait une relation de travail avec FAW, qui a pris fin.

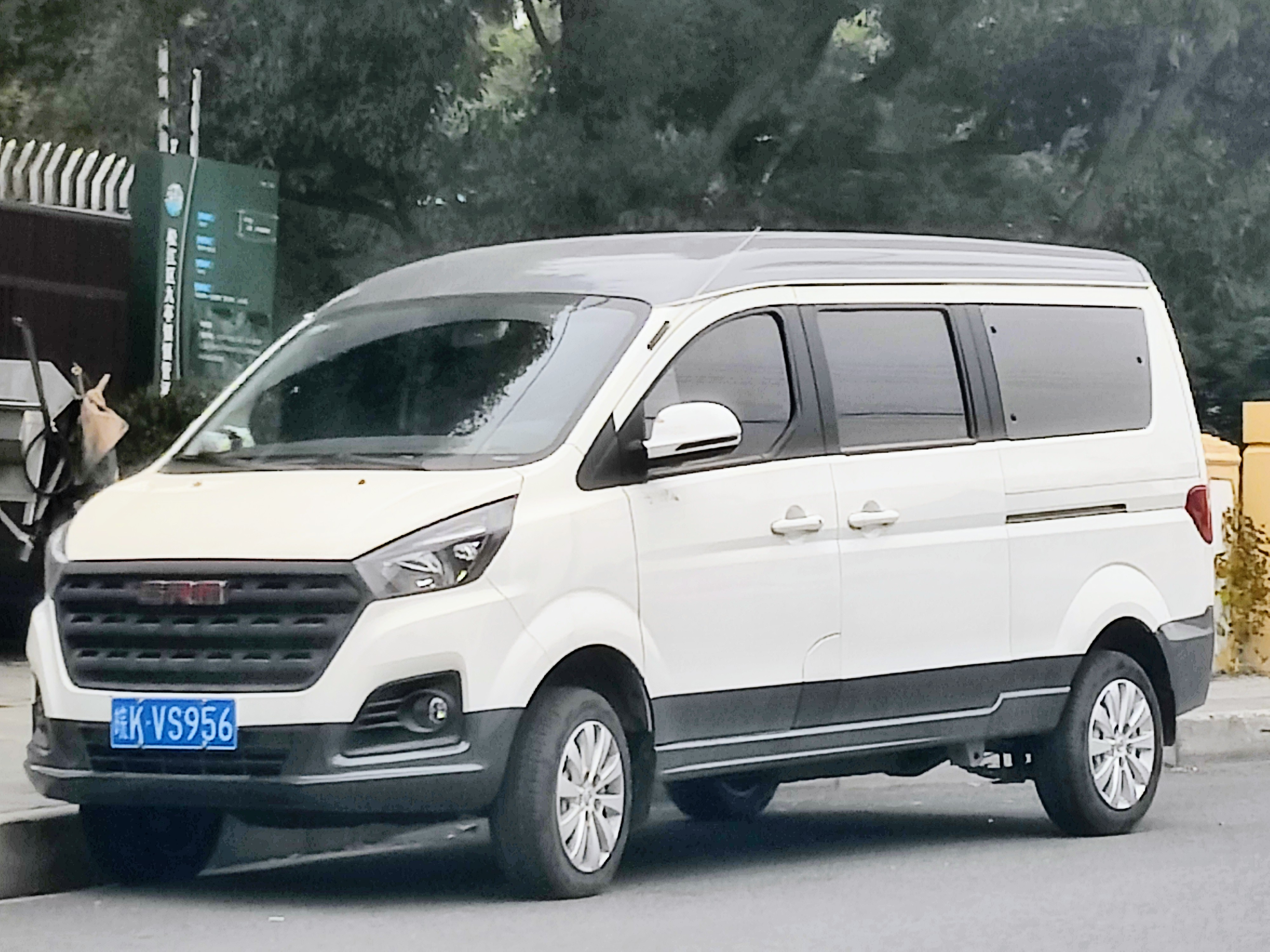
SRM Jinhaishi M.

Depuis octobre 2020, le DST Shenzhou No.5 (DST神州5号) de Hangtianshenzhou Automobiles (航天神州汽车) basé sur le SRM Shineray Haoyun No.1 a été révélé, le modèle étant un rebadge bien qu'il porte toujours le logo SRM Shineray.

## Produits
Les produits SRM Shineray sont des véhicules rebadgés basés sur les produits Jinbei,.

### Microfourgonnettes
- SRM Shineray X30L
- SRM Shineray X30LEV
- SRM Shineray Haoyun No.1
- SRM Shineray Haoyun No.2
- SRM Shineray Small Haise EV
- SRM Jinhaishi M

### Camions légers
- SRM Shineray T20S
- SRM Shineray T20EV
- SRM Shineray T22S
- SRM Shineray T30S
- SRM Shineray T32S
- SRM Shineray T50EV

### Motos
- Shineray XY100
- Shineray XY125
- Shineray XY150
- Shineray XY200
- Shineray XY250
- Shineray XY400
- Shineray XY650